# Bolji život
Bolji život je jugoslavenska televizijska serija snimljena u produkciji Televizije Beograd koja je postigla iznimnu popularnost krajem 1980-ih.

## Opis
U glavnoj ulozi je beogradska obitelj Popadić, koju čine otac, majka, i njihovo troje djece. Kroz 82 epizode prikazane su njihove borbe s raznim problemima u životu. Iako je u biti komedija, serija sadržava i elemente drame. 
Serija se sastoji od dva ciklusa: u prvom (1987. – 1988.) snimljeno je 47 epizoda, a u drugom (1990. – 1991.) 35 epizoda. 
Scenaristi su Siniša Pavić i Ljiljana Pavić, a redatelji Aleksandar Đorđević (22 epizode, 1987.), Mihailo Vukobratović (82 epizode, 1987. – 1991.) i Andrija Đukić (25 epizoda, 1987. – 1988.) .

## Glavne uloge
- Marko Nikolić - Dragiša Popadić
- Svetlana Bojković - Emilija Popadić
- Boris Komnenić - Aleksandar Popadić
- Lidija Vukićević - Violeta Popadić
- Dragan Bjelogrlić - Slobodan Popadić

## Ostale uloge
- Jelica Sretenović
- Josif Tatić
- Ivan Bekjarev
- Aljoša Vučković
- Vojislav Brajović
- Vlasta Velisavljević
- Gorica Popović
- Bogosava Nikšić-Bijelić
- Olivera Marković
- Mihajlo Viktorović
- Mirko Bulović
- Rozalija Levai
- Snežana Savić
- Taško Načić
- Ljiljana Blagojević
- Jelisaveta Sablić
- Ljiljana Lasić
- Radmila Savićević
- Dušan Poček
- Miloš Žutić
- Predrag Laković
- Milan Štrljić
- Ljiljana Stjepanović
- Miroslav Bijelić
- Ljiljana Sedlar
- Velimir Živojinović
- Dušan Golumbovski
- Ljubiša Samardžić
- Dragan Nikolić
- Petar Kralj
- Bogdan Mihailović
- Dubravka Mijatović
- Nikola Kojo
- Čedomir Petrović
- Miodrag Petrović Čkalja
- Boris Dvornik
- Vanesa Ojdanić
- Vesna Trivalić
- Feđa Stojanović
- Darko Tomović
- Dragan Petrović
- Goran Radaković
- Dejan Kovačević
- Mija Aleksić
- Branko Cvejić
- Predrag Milinković
- Žiža Stojanović
- Ratko Tankosić
- Branka Katić
- Mira Furlan
- Marko Bačović
- Tatjana Lukjanova
- Danilo Lazović
- Maja Sabljić
- Miodrag Krstović
- Rade Marjanović
- Dušan Janićijević
- Zoran Babić
- Bogoljub Petrović
- Milutin Karadžić
- Žarko Radić
- Sven Lasta
- Eva Ras
- Aleksandar Hrnjaković
- Milutin Jevđenijević
- Olga Odanović
- Olivera Viktorović
- Mihailo Janketić
- Milica Milša
- Janez Vrhovec
- Mladen Nedeljković
- Nenad Ćirić
- Branko Jerinić
- Ivan Zarić
- Dragomir Čumić
- Boro Stjepanović
- Milorad Mandić
- Semka Sokolović-Bertok
- Stojan Dečermić
- Nikola Milić
- Snežana Nikšić
- Nadežda Vukićević
- Gorjana Janjić
- Dunja Činče
- Ljiljana Jovanović
- Milan Gutović
- Bogdan Kuzmanović
- Aleksandar Matić
- Miška Janković
- Dobrila Ilić
- Branislav Radović
- Adem Čejvan
- Ljiljana Gazdić
- Nenad Ciganović
- Zinaid Memišević
- Bogdan Jakus
- Miodrag Radovanović
- Milutin Mićović
- Boško Puletić
- Dragan Vujić
- Nebojša Glogovac
- Borivoje Stojanović
- Miroljub Lešo
- Dušan Bulajić
- Mihailo Radojičić
- Žika Milenković
- Zoran Miljković
- Milo Miranović
- Gojko Baletić
- Mihajlo Paskaljević
- Ljubomir Ćipranić
- Stanislava Pešić
- Branislav Damnjanović
- Branislav Jerinić
- Đorđe Jovanović
- Vladan Živković
- Dejan Čavić
- Božidar Pavićević-Longa
- Gordana Marić
- Branko Petrušević
- Miomir Radević-Pigi
- Tatjana Pujin
- Lora Orlović
- Predrag Todorović
- Azra Čengić
- Goran Sultanović
- Alain Noury
- Minja Vojvodić
- Petar Banićević
- Gordana Bjelica
- Mladen Andrejević
- Dušan Jakišić
- Enver Petrovci
- Slobodan Ninković
- Olga Poznatov
- Tamara Miletić
- Ana Marinković
- Marija Pavlović
- Danica Marković
- Ljubiša Bačić
- Momčilo Stanišić
- Milenko Pavlov
- Milan Mihailović
- Dragoslav Ilić
- Marina Koljubajeva
- Toma Zdravković
- Ana Simić
- Veselin Stijović
- Aleksandar Goranić
- Ljupčo Todorovski
- Milivoje Tomić
- Stevan Minja
- Dragomir Stanojević
- Slavka Jerinić
- Ranko Kovačević
- Vladan Dujović
- Vladimir Jevtović
- Mile Stanković
- Kapitalina Erić
- Branka Sekulović
- Branko Vujović
- Jelena Čvorović
- Dušan Tadić
- Slavica Đorđević
- Bogoljub Dinić
- Branko Đurić
- Mihajlo Pleskonjić
- Radovan Miljanić
- Vladan Savić
- Vladan Gajović
- Branko Petković
- Dušan Jakšić
- Vesna Malohodžić
- Ljubo Škiljević
- Jelena Tinska
- Vesna Vujisić
- Rade Kojčinović
- Mirjana Marić
- Zvonko Jovčić
- Milka Gazikalović
- Radomir Radosavljević